# Iván Alonso
Iván Daniel Alonso Vallejo est un footballeur uruguayen né le 10 avril 1979 à Montevideo, qui évolue au poste d'attaquant, il joue actuellement à River Plate.

## Biographie
Ivan Alonso est le frère de Matias Alonso qui a actuellement 32 ans.

## Carrière
- 1993 :  Defensor Sporting Club
- 1994-1999 :  CA River Plate
- 2000-2004 :  Deportivo Alavés
- 2004-janvier 2009 :  Real Murcie
- janvier 2009-2011 :  Espanyol de Barcelone
- 2011-2015 :  Deportivo Toluca FC[1],[2]
- 2016- :  River Plate

## Palmarès
- Deportivo Alavés
  - Finaliste de la Coupe de l'UEFA : 2001
- River Plate
  - Vainqueur de la Coupe d'Argentine : 2016